# Marta Kosmowska
Marta Kosmowska (ur. 4 kwietnia 1972) – polska lekkoatletka specjalizująca się w biegach średniodystansowych, medalistka mistrzostw Polski, reprezentantka Polski.

## Kariera sportowa
Była zawodniczką Startu Skierniewice i Gwardii Warszawa.
Na mistrzostwach Polski seniorek zdobyła trzy medale: srebrne na 1500 metrów i 3000  metrów oraz brązowy w biegu przełajowym na 3 km - wszystkie w 1993. W 1993 została także halową wicemistrzynią Polski seniorek w biegu na 1500 metrów.   
Reprezentowała Polskę na mistrzostwach Europy juniorów w 1991, gdzie zajęła 10. miejsce w biegu na 1500 metrów, z wynikiem 4:27,30 i 7. miejsce w biegu na 3000 metrów, z wynikiem 9:31,96. Dwukrotnie startowała na mistrzostwach świata juniorów w biegach przełajowych. W 1990 zajęła 91. miejsce w biegu na 4,4 km, w 1991 była 48. na tym samym dystansie.
25 stycznia 1991 ustanowiła halowy rekord Polski juniorek w biegu na 2000 metrów, wynikiem 6:11,31 (rekord ten poprawiła 10.02.2011 Karolina Goślińska, uzyskując wynik 6:11,03). 29 sierpnia 1993 poprawiła młodzieżowy rekord Polski w biegu na 10000 m, wynikiem 33:03,08 (rekord ten poprawiła dopiero 24.05.2018 Weronika Pyzik, uzyskując rezultat 32:37,89)
Rekordy życiowe:
- 1500 m – 4.13.07 (25.07.1993)
- 3000 m – 8.59.86 (05.08.1993)
- 5000 m – 16.07.91 (18.06.1993)
- 10 000 m – 33.03.08 (29.08.1993)